# Lorenzo Guerrero Gutiérrez
 (août 2023).
Si vous disposez d'ouvrages ou d'articles de référence ou si vous connaissez des sites web de qualité traitant du thème abordé ici, merci de compléter l'article en donnant les références utiles à sa vérifiabilité et en les liant à la section « Notes et références ».
Lorenzo Guerrero Gutiérrez (né à Granada le 13 novembre 1900 où il est mort le 15 avril 1981) est un homme politique et d'État nicaraguayen, président du Nicaragua du 3 août 1966 au 1er mai 1967

## Biographie

### Premières années
Physicien et chirurgien de profession, Lorenzo Guerrero Gutiérrez occupe dès ses 32 ans plusieurs fonctions politiques. En 1932, il devient maire de sa ville natale, Granada, puis occupe les fonctions de ministre de l'Instruction publique entre 1934 et 1937, ambassadeur au Mexique en 1937 et 1945, secrétaire privé de la présidence en 1943, membre de l'Assemblée nationale constituante en 1947, ambassadeur au Costa Rica en 1953 puis sénateur.
Guerrero Gutiérrez occupe également la fonction de président du Sénat du Congrès national nicaraguayen (es) de 1949 à 1950, de 1953 à 1954, de 1956 à 1957 et en 1962. 

### Présidence de la République
Étant l'un des trois vice-présidents élus avec René Schick Gutiérrez, candidat vainqueur du Parti libéral nationaliste (PLN) au pouvoir depuis 1963, Lorenzo Guerrero Gutiérrez est nommé président de la République par le Congrès national le 3 août 1966, soit la journée même où René Schick meurt en fonction, et ce, afin de terminer le mandat de ce dernier jusqu'au 1er mai 1967. À cette date, Guerrero Gutiérrez remet le pouvoir au général Anastasio Somoza Debayle.

#### Massacre du 22 janvier
Dans sa courte présidence, Guerrero Gutiérrez fait face au massacre du 22 janvier. Le dimanche 22 janvier 1967, une foule nombreuse de sympathisants de l'Union nationale d'opposition (UNO), coalition des cinq partis politiques opposés au régime somoziste, se rassemble sur la place de la République, dans la capitale Managua.
Il était affirmé sur les radios du pays : « Apportez vos sacs à dos » signifiant d'apporter des armes pour faire quelque chose. C'était en soutien au candidat à la présidentielle, le conservateur Fernando Agüero Rocha.
Vers 5 heures de l'après-midi, la manifestation quitte la place le long de l'avenue Roosevelt (du nom du président des États-Unis Franklin D. Roosevelt), vers la maison présidentielle de Loma de Tiscapa pour protester contre lui et le général Anastasio Somoza Debayle.
À l'angle du siège de la Banque nationale du Nicaragua (occupé de nos jours par l'Assemblée nationale), la manifestation est stoppée par des membres de la Garde nationale (GN) armés de fusils semi-automatiques américains M1 Garand de calibre 7,62 x 63 mm.
Lorsqu'un manifestant tire sur le lieutenant Sixto Pineda Castellón, le tuant sur le coup, une fusillade éclate contre la population, tuant ainsi entre 1 000 et 1 500 personnes. Les dirigeants de la manifestation – parmi lesquels le docteur Pedro Joaquín Chamorro Cardenal, directeur du journal La Prensa – sont arrêtés, à l'exception de Fernando Agüero Rocha, à la sortie du Gran Hotel, où ils s'étaient réfugiés. Le 5 février suivant, l'UNO perd les élections au profit du PLN, qui laisse les détenus libres, par une amnistie, le 4 mars de la même année.

### Ministre des Relations extérieures
Le 1er mai 1967, il cède le pouvoir à Anastasio Somoza Debayle et est nommé ministre des Relations extérieures au sein du gouvernement de ce dernier, poste dans lequel il signe le 14 juillet 1970 à Managua, avec Somoza et l'ambassadeur des États-Unis au Nicaragua, Turner Shelton, l'abrogation du Traité Bryan-Chamorro, qui justifiait la présence militaire américaine dans le pays. 

## Distinctions
- Grand-croix de l'ordre d'Isabelle la Catholique